# کتاب‌شناسی عبدالله کوثری
سیاههٔ نوشته‌های عبدالله کوثری شاملِ تألیفات و ترجمه است. در نظرسنجی «مترجم محبوب من» در ۱۸ آبانِ ۱۳۹۷ در بخشِ مترجمانِ بالای ۵۰ سال کوثری محبوب‌ترین مترجم از نظر مخاطبان اعلام شد.

## فهرست آثار

### کتاب

#### تألیف
- «از پنجره به شهرِ هُرم‌ها: دَه شعر»، تهران: انتشارات نیما، ۱۳۵۲. ۱۲۱ص، ۶۵ ریال.[۲]
- «با آن سوار سرخ»، تهران: انتشارات سعید، ۱۳۵۹. ۶۳ص.[۳]
- «گزیدهٔ شعرها»، تهران: نشر آگه، زمستان ۱۳۷۶. شابک ۹۶۴-۴۱۶-۰۷۶-۲. ۲۶۲ص، ۸۰۰۰ ریال.[۴]

#### ترجمه
- برودین، ویرجینیا، مارک سلدن، کیث باکانان و جان دوور. «راز آشکار: دکترین نیکسون-کیسینجر در آسیا». ترجمهٔ مهدی تقوی و عبدالله کوثری. با مقدمهٔ نوام چامسکی. تهران: انتشارات توس، ۱۳۵۳. ۲۲۰ص، ۱۵۰ ریال.[۵]
- زگرس، آنا و برتولت برشت. «محاکمهٔ ژان‌دارک در روان: اقتباس از نمایش‌نامهٔ رادیویی آنا سگرز». ترجمهٔ عبدالله کوثری. تهران: انتشارات توس، ۱۳۵۴. ۸۸ص.[۶]
- هابسبام، اریک. «صنعت و امپراتوری: تاریخ اقتصادی و اجتماعی بریتانیا از انقلاب صنعتی تا دههٔ ۱۹۶۰». ترجمهٔ عبدالله کوثری. تهران: انتشارات ما، بهار ۱۳۶۱. ۳۸۴ص، ۵۵۰ ریال.[۷]
- نیزان، پل. «آنتوان بلوایه». ترجمهٔ عبدالله کوثری. تهران: انتشارات آگاه، تابستان ۱۳۶۳. ۲۵۶ص، ۳۷۵ ریال.[۸]
- فوئنتس، کارلوس. «آئورا». ترجمهٔ عبدالله کوثری. تهران: انتشارات تندر، ۱۳۶۸. ۱۲۶ص، ۵۵۰ ریال.[۹]
- عیساوی، چارلز. «تاریخ اقتصادی خاورمیانه و آفریقای شمالی: ۱۸۰۰-۱۹۸۰». ترجمهٔ عبدالله کوثری. تهران: انتشارات پاپیروس، ۱۳۶۸. ۳۵۲ص، ۱۶۵۰ ریال.[۱۰]
- بارگاس یوسا، ماریو. «گفت‌وگو در کاتدرال» (دو جلدی). ترجمهٔ عبدالله کوثری. مشهد: نشر نیما، ۱۳۷۰. ۱۹۰۰+۲۳۰۰ ریال.[۱۱]
- ماندر، پیتر، دنی مایرز و نانسی وال. «دورهٔ کامل علم اقتصاد» (چهار جلدی). ترجمهٔ مهدی تقوی و عبدالله کوثری. تهران: مؤسسهٔ کتاب پیشبرد با همکاری انتشارات مفهرس، ۱۳۷۰–۱۳۷۶. ۱۳۸۰ص[۱۲]
- فوئنتس، کارلوس. «خودم با دیگران». ترجمهٔ عبدالله کوثری. تهران: نشر قطره، ۱۳۷۲. ۳۴۴ص، ۳۳۰۰ ریال.[۱۳] (بازنشر: «از چشم فوئنتس: نگاهی به سروانتس، دیدرو، گوگل، بونوئل، بورخس، کوندرا، مارکز به ضمیمهٔ مصاحبه با کارلوس فوئنتس و عصر زرین اسپانیا». تهران: انتشارات طرح نو، ۱۳۸۴. شابک ۹۶۴-۴۸۹-۰۰۵-۱. ۳۴۸ص، ۴۲۰۰۰ ریال.[۱۴])
- واردراپر، بروس. «نسل قلم - ۲۴: سروانتس». ترجمهٔ عبدالله کوثری. تهران: نشر نشانه با همکاری دفتر ویراسته، زمستان ۱۳۷۲. ۹۶ص، ۱۲۰۰ ریال.[۱۵]
- گیورکو، لانین. «نسل قلم - ۳۳: کارلوس فوئنتس». ترجمهٔ عبدالله کوثری. تهران: انتشارات کهکشان، ۱۳۷۳. ۹۶ص، ۱۶۰۰ ریال.[۱۶]
- کنی، آنتونی جان پاتریک. «بنیانگذاران فرهنگ امروز: تامس مور». ترجمهٔ عبدالله کوثری. تهران: انتشارات طرح نو، ۱۳۷۴. ۱۴۶ص.[۱۷]
- مکونیکا، جیمز. «بنیانگذاران فرهنگ امروز: اراسموس». ترجمهٔ عبدالله کوثری. تهران: انتشارات طرح نو، ۱۳۷۴. ۱۶۲ص، ۴۴۰۰ ریال.[۱۸]
- میلز، ادوین و بروس همیلتون. «اقتصاد شهر». ترجمهٔ عبدالله کوثری. تهران: مرکز مطالعات و تحقیقات شهرسازی و معماری ایران، ۱۳۷۵. ۶۱۰ص، ۲۲۰۰۰ ریال.[۱۹]
- آراک، جاناتان. «نسل قلم - ۶۲: شارل بودلر». ترجمهٔ عبدالله کوثری. تهران: انتشارات کهکشان با همکاری نشر ویراسته، ۱۳۷۵. شابک ۹۶۴-۹۰۱۱۲-۱-۸. ۹۶ص، ۲۵۰۰ ریال.[۲۰]
- رافائل، دیوید دیچز. «بنیانگذاران فرهنگ امروز - ۳۰: ادم اسمیت». ترجمهٔ عبدالله کوثری. تهران: انتشارات طرح نو، ۱۳۷۵. ۱۳۴ص، ۳۷۰۰۰ ریال.[۲۱]
- شاو، تامس. «نسل قلم - ۷۱: الکساندر پوشکین». ترجمهٔ عبدالله کوثری. تهران: انتشارات کهکشان با همکاری دفتر ویراسته، ۱۳۷۵. شابک ۹۶۴-۶۱۷۹-۰۴-۵. ۱۲۰ص، ۳۰۰۰ ریال.[۲۲]
- گریر، جرمین. «بنیانگذاران فرهنگ امروز - ۳۵: شکسپیر». ترجمهٔ عبدالله کوثری. تهران: انتشارات طرح نو، ۱۳۷۶. شابک ۹۶۴-۵۶۲۵-۱۲-۲. ۱۹۰ص، ۱۴۰۰۰ ریال.[۲۳]
- دو مالاک، گی. «نسل قلم - ۷۵: باریس پاسترناک». ترجمهٔ عبدالله کوثری. تهران: انتشارات کهکشان با همکاری دفتر ویراسته، ۱۳۷۶. شابک ۹۶۴-۶۱۷۹-۰۹-۶. ۹۶ص، ۳۵۰۰ ریال.[۲۴]
- آیسخولوس. «تریلوژی اورستیا: آگاممنون، نیازآوران، الاهگان انتقام». ترجمهٔ عبدالله کوثری. تهران: انتشارات تجربه، ۱۳۷۶. شابک ۹۶۴-۹۰۰۳۰-۲-۹. ۲۰۷ص، ۵۵۰۰ ریال.[۲۵]
- پیروگ، جرالد. «نسل قلم - ۸۳: الکساندر بلوک». ترجمهٔ عبدالله کوثری. تهران: انتشارات کهکشان با همکاری دفتر ویراسته، ۱۳۷۶. شابک ۹۶۴-۶۱۷۹-۱۶-۹. ۱۱۸ص، ۴۰۰۰ ریال.[۲۶]
- د سروانتس، میگل. «استاد شیشه‌ای». ترجمهٔ عبدالله کوثری. تهران: انتشارات تجربه، ۱۳۷۶. شابک ۹۶۴-۶۴۸۱-۱۵-۹. ۴۰ص، ۱۰۰۰ ریال.[۲۷]
- یانگ، هوارد تی.. «نسل قلم - ۸۶: خوان رامون خیمنس». ترجمهٔ عبدالله کوثری. تهران: انتشارات کهکشان، ۱۳۷۶. شابک ۹۶۴-۹۰۱۱۲-۷-۷. ۹۶ص، ۳۵۰۰ ریال.[۲۸]
- دانکرلی، هرولد ب. [و دیگران]. «سیاست زمین شهری». ترجمهٔ عبدالله کوثری. تهران: سازمان ملی زمین و مسکن، دفتر برنامه‌ریزی و اقتصاد مسکن، ۱۳۷۶. ۲۸۱ص.[۲۹]
- گریفین، جسپر. «بنیانگذاران فرهنگ امروز - ۳۷: هومر». ترجمهٔ عبدالله کوثری. تهران: انتشارات طرح نو، ۱۳۷۶. شابک ۹۶۴-۵۶۲۵-۱۳-۰. ۱۳۴ص، ۴۷۰۰ ریال.[۳۰]
- گریفین، جسپر. «بنیانگذاران فرهنگ امروز - ۴۰: ویرژیل». ترجمهٔ عبدالله کوثری. تهران: انتشارات طرح نو، ۱۳۷۷. شابک ۹۶۴-۵۶۲۵-۲۸-۹. ۱۶۰ص، ۶۴۰۰ ریال.[۳۱]
- بریلی، ریچارد. «خطر و بازده». ترجمهٔ حسین عبده تبریزی و عبدالله کوثری. تهران: انتشارات آگاه با همکاری مؤسسهٔ کتاب پیشبرد، ۱۳۷۷. شابک ۹۶۴-۶۷۲۱-۰۲-۸. ۱۷۸ص، ۶۰۰۰ ریال.[۳۲]
- استوکز، جان. «نسل قلم - ۹۳: آسکار وایلد». ترجمهٔ عبدالله کوثری. تهران: انتشارات کهکشان، ۱۳۷۷. شابک ۹۶۴-۶۱۷۹-۲۲-۳. ۱۰۲ص، ۳۵۰۰ ریال.[۳۳]
- می، گیتا. «نسل قلم - ۹۸: دُنی دیدرو». ترجمهٔ عبدالله کوثری. تهران: انتشارات کهکشان با همکاری دفتر ویراسته، ۱۳۷۷. شابک ۹۶۴-۶۱۷۹-۲۷-۴. ۱۱۹ص، ۴۰۰۰ ریال.[۳۴]
- بارگاس یوسا، ماریو. «جنگ آخر زمان». ترجمهٔ عبدالله کوثری. تهران: انتشارات آگاه، ۱۳۷۸. شابک ۹۶۴-۴۱۶-۱۰۲-۵. ۹۲۴ص، ۳۷۰۰۰ ریال[۳۵] (برندهٔ جایزهٔ کتاب سال ایران ۱۸ (۱۳۷۹) در بخش ادبیات[۳۶])
- فوئنتس، کارلوس. «گرینگوی پیر». ترجمهٔ عبدالله کوثری. تهران: انتشارات طرح نو، ۱۳۷۸. شابک ۹۶۴-۵۶۲۵-۷۸-۵. ۲۱۶ص، ۱۰۰۰۰ ریال.[۳۷]
- دورفمن، آریل. «اعتماد». ترجمهٔ عبدالله کوثری. تهران: انتشارات آگاه، ۱۳۸۰. شابک ۹۶۴-۴۱۶-۱۵۷-۲. ۱۸۱ص، ۱۱۰۰۰ ریال.[۳۸]
- فوئنتس، کارلوس. «پوست‌انداختن». ترجمهٔ عبدالله کوثری. تهران: انتشارات آگاه، زمستان ۱۳۸۰. شابک ۹۶۴-۴۱۶-۱۷۶-۹. ۶۳۲ص، ۳۷۰۰۰ ریال.[۳۹]
- گونسالس اچه‌وریا، روبرتو (گردآوری). «داستان‌های کوتاه آمریکای لاتین» (دو جلدی). ترجمهٔ عبدالله کوثری. تهران: نشر نی، ج۱: ۱۳۸۰، ج۲: ۱۳۸۴. شابک ج۱: ۹۶۴-۳۱۲-۵۸۰-۷. ج۲: ۹۶۴-۳۱۲-۷۹۷-۴. ۳۹۰ص+۲۰۶ص، ۲۰۰۰۰ ریال+۱۸۰۰۰ ریال.[۴۰]
- بارگاس یوسا، ماریو. «مرگ در آند». ترجمهٔ عبدالله کوثری. تهران: انتشارات آگاه، بهار ۱۳۸۱. شابک ۹۶۴-۴۱۶-۱۹۳-۹. ۳۲۲ص، ۲۰۰۰۰ ریال.[۴۱]
- بارگاس یوسا، ماریو. «سور بُز». ترجمهٔ عبدالله کوثری. تهران: نشر علم، ۱۳۸۱. شابک ۹۶۴-۴۰۵-۲۰۳-X. ۶۲۳ص، ۴۵۰۰۰ ریال.[۴۲]
- برتون، آندره. «سرگذشت سوررئالیسم (۱۹۱۳–۱۹۵۲): گفت‌وگو با آندره برتون». ترجمهٔ عبدالله کوثری. تهران: نشر نی، ۱۳۸۱. شابک ۹۶۴-۳۱۲-۶۳۶-۶. ۳۰۹ص، ۲۵۰۰۰ ریال.[۴۳]
- لوئیس، هلنا. «نویسندگان قرن بیستم فرانسه - ۴: لویی آراگون». ترجمهٔ عبدالله کوثری. تهران: انتشارات ماهی، ۱۳۸۱. شابک ۹۶۴-۷۹۴۸-۰۱-۸. ۱۰۰ص، ۹۰۰۰ ریال.[۴۴]
- براونیگ، لروی سی.. «نویسندگان قرن بیستم فرانسه - ۱۳: گیوم آپولینر». ترجمهٔ عبدالله کوثری. تهران: انتشارات ماهی، تابستان ۱۳۸۲. شابک ۹۶۴-۷۹۴۸-۲۳-۹. ۸۸+۱۲ص، ۹۰۰۰ ریال.[۴۵]
- د آسیس، ماشادو ژواکیم ماریا. «خاطرات پس از مرگ براس کوباس». ترجمهٔ عبدالله کوثری. تهران: انتشارات مروارید، ۱۳۸۲. شابک ۹۶۴-۵۸۸۱-۴۲-۰. ۲۹۳ص، ۲۴۰۰۰ ریال.[۴۶] (برندهٔ جایزهٔ کتاب سال ایران ۲۲ (۱۳۸۳)[۴۷])
- د آسیس، ماشادو ژواکیم ماریا. «روان‌کاو و داستان‌های دیگر». ترجمهٔ عبدالله کوثری. تهران: انتشارات لوح فکر، زمستان ۱۳۸۲. شابک ۹۶۴-۹۴۰۳۱-۳-۲. ۲۳۲ص، ۱۸۰۰۰ ریال.[۴۸] (برندهٔ جایزهٔ کتاب سال ایران ۲۲ (۱۳۸۳)[۴۹])
- راجرز، پیتر اس.. «نویسندگان قرن بیستم فرانسه - ۲۱: پل کلودل». ترجمهٔ عبدالله کوثری. تهران: انتشارات ماهی، ۱۳۸۳. شابک ۹۶۴-۷۹۴۸-۴۳-۳. ۸۲+۶ص، ۸۰۰۰ ریال.[۵۰]
- سازمان میثاق جهانی (وابسته به سازمان ملل متحد). «بازارهای مالی و توسعهٔ پایدار». ترجمهٔ عبدالله کوثری. تهران: شرکت اطلاع‌رسانی بورس، ۱۳۸۳.[۵۱] ۷۱ص.[۵۲]
- بارگاس یوسا، ماریو. «چرا ادبیات؟». ترجمهٔ عبدالله کوثری. تهران: انتشارات لوح فکر، بهار ۱۳۸۴. شابک ۹۶۴-۸۵۸۷-۰۳-۶. ۸۰ص، ۹۰۰۰ ریال.[۵۳]
- وایلد، اسکار. «سالومه». ترجمهٔ عبدالله کوثری. تهران: شهر کتاب با همکاری انتشارات هرمس، ۱۳۸۵. شابک ۹۶۴-۳۶۳-۳۴۸-۹. ۹۴ص.[۵۴]
- برلین، آیزایا. «ریشه‌های رومانتیسم». ویراستهٔ هنری هاردی. ترجمهٔ عبدالله کوثری. تهران: انتشارات ماهی، پاییز ۱۳۸۵. شابک ۹۶۴-۹۹۷۱-۰۶-۸. ۲۳۴ص، ۴۰۰۰۰ زیال.[۵۵] (برندهٔ جایزهٔ کتاب سال ایران ۲۵ (۱۳۸۶) در بخش هنر، شاخهٔ هنرهای نمایشی[۵۶])
- هالند، ویوین. «اسکار وایلد». ترجمهٔ عبدالله کوثری. تهران: شهر کتاب با همکاری انتشارات هرمس، ۱۳۸۶. شابک ۹۷۸-۹۶۴-۳۶۳-۴۱۹-۳. ۱۶۱ص، ۲۸۰۰۰ ریال.[۵۷]
- بارگاس یوسا، ماریو. «عیش مدام: فلوبر و مادام بوواری». ترجمهٔ عبدالله کوثری. تهران: انتشارات نیلوفر، پاییز ۱۳۸۶. شابک ۹۶۴-۴۴۸-۲۹۴-۸. ۲۵۵ص، ۳۵۰۰۰ ریال.[۵۸]
- سنکای جوان. «زنان تروا: تراژدی در پنج پرده». ترجمهٔ عبدالله کوثری. اصفهان: نشر فردا، ۱۳۸۶. شابک ۹۶۸-۹۶۴-۸۷۵۷-۰۶-۴. ۱۳۲ص، ۱۳۰۰۰ ریال.[۵۹]
- د آسیس، ماشادو ژواکیم ماریا. «دُن کاسمورو». ترجمهٔ عبدالله کوثری. تهران: نشر نی، ۱۳۸۹. شابک ۹۷۸-۹۶۴-۱۸۵-۱۲۱-۹. ۳۴۷ص، ۷۰۰۰۰ ریال.[۶۰]
- ایگناتیف، مایکل. «زندگی‌نامهٔ آیزایا برلین». ترجمهٔ عبدالله کوثری. تهران: انتشارات ماهی، پاییز ۱۳۸۹. شابک ۹۷۸-۹۶۴-۲۰۹-۰۶۳-۱. ۵۶۸ص، ۱۱۵۰۰۰ ریال.[۶۱]
- فوئنتس، کارلوس. «کنستانسیا». ترجمهٔ عبدالله کوثری. تهران: انتشارات ماهی، پاییز ۱۳۸۹. شابک ۹۷۸-۹۶۴-۲۰۹-۰۶۸-۶. ۱۳۴ص، ۲۴۰۰۰ ریال.[۶۲]
- سفریس، گیورگوس. «گزیدهٔ شعرهای جورج سفریس». ترجمهٔ عبدالله کوثری. تهران: انتشارات مروارید، ۱۳۸۹. شابک ۹۷۸-۹۶۴-۱۹۱-۱۱۴-۲. ۱۷۷ص، ۴۹۰۰۰ ریال.[۶۳]
- آیسخولوس. «آیسخولوس: مجموعهٔ آثار: «اورستیا: آگاممنون، نیازآوران، الاهگان انتقام»، «پرومتئوس در بند»، «هفت دشمن تبس»، «پارسیان»، «پناه‌جویان»». ترجمهٔ عبدالله کوثری. تهران: نشر نی، ۱۳۹۰. شابک ۹۷۸-۹۶۴-۱۸۵-۲۰۳-۲. ۴۸۴ص، ۱۴۰۰۰۰ ریال.[۶۴]
- کاتوزیان، محمدعلی همایون. «ایران، جامعهٔ کوتاه‌مدت و ۳ مقالهٔ دیگر». ترجمهٔ عبدالله کوثری. تهران: نشر نی، ۱۳۹۰. شابک ۹۷۸-۹۶۴-۱۸۵-۲۲۷-۸. ۱۶۵ص، ۳۸۰۰۰ ریال.[۶۵]
- سنکای جوان. «زنان تروا و توئستس». ترجمهٔ عبدالله کوثری. تهران: نشر نی، ۱۳۹۱. شابک ۹۷۸-۹۶۴-۱۸۵-۲۲۰-۹. ۲۰۰ص، ۱۲۰۰۰۰ ریال.[۶۶] (برندهٔ جایزهٔ ادبیات نمایشی ۷ (۱۳۹۲) در بخش نمایش‌نامه‌های ترجمه[۶۷])
- ژیرودو، ژان. «ببر پشت دروازه». ترجمهٔ عبدالله کوثری. تهران: نشر قطره، ۱۳۹۲. شابک ۹۷۸-۶۰۰-۱۱۹-۴۲۱-۴. ۱۴۲ص، ۵۵۰۰۰ ریال.[۶۸]
- دورفمن، آریل. «در جست‌وجوی فردی». ترجمهٔ عبدالله کوثری. تهران: انتشارات لوح فکر، تابستان ۱۳۹۲. شابک ۹۷۸-۹۶۴-۸۵۷۸-۳۸-۶. ۹۰ص، ۵۰۰۰۰ ریال.[۶۹]
- فوئنتس، کارلوس. «زندانی لاس‌لوماس». ترجمهٔ عبدالله کوثری. تهران: انتشارات ماهی، زمستان ۱۳۹۲. شابک ۹۷۸-۹۶۴-۲۰۹-۰۱۹-۸. ۱۴۴ص، ۵۵۰۰۰ ریال.[۷۰]
- د آسیس، ماشادو ژواکیم ماریا. «کینکاس بوربا». ترجمهٔ عبدالله کوثری. تهران: نشر نی، ۱۳۹۳. شابک ۹۷۸-۹۶۴-۱۸۵-۳۷۹-۴. ۴۴۵ص، ۲۸۰۰۰۰ ریال.[۷۱]
- کرونین، استفانی. «کلنل پسیان و ناسیونالیسم انقلابی در ایران». ترجمهٔ عبدالله کوثری. تهران: انتشارات ماهی، بهار ۱۳۹۴. شابک ۹۷۸-۹۶۴-۲۰۹-۰۲۰-۴. ۱۴۴ص، ۹۰۰۰۰ ریال.[۷۲]
- فوئنتس، کارلوس. «نبرد». ترجمهٔ عبدالله کوثری. تهران: انتشارات ماهی، بهار ۱۳۹۴. شابک ۹۷۸-۹۶۴-۲۰۹-۱۹۷-۳. ۲۸۸ص، ۱۷۵۰۰۰ ریال.[۷۳]
- دونوسو، خوسه. «باغ همسایه». ترجمهٔ عبدالله کوثری. تهران: نشر آگه با همکاری مؤسسهٔ فرهنگی هنری فرهنگ‌بان، پاییز ۱۳۹۴. شابک ۹۷۸-۹۶۴-۴۱۶-۳۱۸-۰. ۳۰۲ص، ۲۰۰۰۰۰ ریال.[۷۴]
- دونوسو، خوسه. «حکومت نظامی». ترجمهٔ عبدالله کوثری. تهران: نشر نی، ۱۳۹۵. شابک ۹۷۸-۹۶۴-۱۸۵-۴۵۴-۸. ۴۷۲ص، ۳۰۰۰۰۰ ریال.[۷۵]
- اوریپیدس. «ائوریپیدس: پنج نمایش‌نامه: مِدئا، ایپولیتوس، الکترا، زنان تروا، باکخانت‌ها». ترجمهٔ عبدالله کوثری. تهران: نشر نی، ۱۳۹۵. شابک ۹۷۸-۹۶۴-۱۸۵-۴۶۶-۱. ۵۵۵ص، ۴۸۰۰۰۰ ریال.[۷۶] (شایستهٔ تقدیر جایزهٔ کتاب سال ایران ۳۵ (۱۳۹۶) در بخش هنر، شاخهٔ نمایش‌نامه[۷۷])
- شکسپیر، ویلیام. «ریچارد سوم». ترجمهٔ عبدالله کوثری. تهران: نشر نی، ۱۳۹۶. شابک ۹۷۸-۹۶۴-۱۸۵-۵۴۳-۹. ۲۵۶ص، ۳۰۰۰۰۰ ریال.[۷۸]
- بارگاس یوسا، ماریو، خورخه لوئیس بورخس [و دیگران]. «دعوت به تماشای دوزخ: مجموعه‌مقالات ادبی و سیاسی». ترجمهٔ عبدالله کوثری. ویراستهٔ تحریریهٔ انتشارات فرهنگ جاوید. تهران: انتشارات فرهنگ جاوید، ۱۳۹۶. شابک ۹۷۸-۶۰۰-۸۲۰۹-۴۲-۳. ۴۸۰ص، ۴۵۰۰۰۰ ریال.[۷۹]

مشارکت در ترجمه
- آنترمایر، لوئیس. «آفرینندگان جهان نو» (۲ جلدی). ترجمهٔ مصطفی اسلامیه و عبدالله کوثری [و دیگران]. ویراستهٔ هرمز ریاحی. تهران: نشر مرکز، ۱۳۷۲. ۹۷۶ص، ۱۶۵۰۰ ریال.[۸۰]
- شاو، ایروین، ژوزه ساراماگو [و دیگران]. «شوکران شیرین». ترجمهٔ اسدالله امرایی، عبدالله کوثری [و دیگران].[۸۱] با مقدمهٔ ابراهیم نبوی. تهران: انتشارات مروارید، اردی‌بهشت ۱۳۸۰. شابک ۹۶۴-۶۰۲۶-۹۱-۵. ۳۰۰ص، ۱۸۰۰۰ ریال.[۸۲]
- کلی، مایکل [و دیگران]. «دایرةالمعارف زیبایی‌شناسی» (۲ جلدی). ترجمهٔ مشیت علایی، عبدالله کوثری، فرزان سجودی [و دیگران].[۸۳] تهران: وزارت فرهنگ و ارشاد اسلامی، مرکز مطالعات و تحقیقات هنری: گسترش هنر، ۱۳۸۳. شابک ۹۶۴-۰۶-۴۱۰۲-۲. ۶۴۰ص، ۱۱۰۰۰۰ ریال.[۸۴]
- آذرنگ، عبدالحسین، ایرج افشار [و دیگران]. «یادنامهٔ فریدون آدمیت». به کوشش علی دهباشی. تهران: شرکت نشر نقد افکار، ۱۳۹۰. شابک ۹۷۸-۹۶۴-۲۲۸-۰۱۴-۸. ۱۰۸۱ص، ۳۰۰۰۰۰ ریال.[۸۵]
- گاردنر، هلن. «هنر در گذر زمان هلن گاردنر: تاریخ فشردهٔ هنر جهان». ویراستهٔ فرد اس. کلاینر. ترجمهٔ مصطفی اسلامیه، احمدرضا تقاء [و دیگران]. تهران: نشر آگه با همکاری مؤسسهٔ فرهنگی هنری فرهنگ‌بان، پاییز ۱۳۹۴. شابک ۹۷۸-۹۶۴-۳۲۹-۳۰۱-۷. ۷۲۸ص، ۹۵۰۰۰۰ ریال[۸۶]
- نوئل کرول، سالی بانس [و دیگران]. «بوطیقای صحنه: مقالاتی در مطالعات تئاتر» (دو جلدی). ترجمهٔ علی معظمی، مراد فرهادپور [و دیگران]. به کوشش علی تدین. تهران: انتشارات آگاه، مؤسسهٔ فرهنگی هنری فرهنگ‌بان، بهار ۱۳۹۵. شابک ج۱: ۹۷۸-۹۶۴-۴۱۶-۳۵۴-۸. ج۲: ۹۷۸-۹۶۴-۴۱۶-۳۵۵-۵. ۶۳۶+۴۶۴ص، ۷۵۰۰۰۰ ریال.[۸۷]

مجوزنگرفتهٔ نامنتشر
- گریم، یاکوب لودویگ کارل و گریم، ویلهلم کارل. «قصه‌های پریان: عروس سفیدرو و پنجاه‌وچهار قصهٔ دیگر». ترجمهٔ قصه‌ها جمشید نوایی، ترجمهٔ شعرها و ترانه‌ها عبدالله کوثری. تهران: انتشارات نگاه، ۱۳۷۹. شابک ۹۶۴-۳۵۱-۰۲۹-۸. ۲۲۳ص.[۸۸]
- گریم، یاکوب لودویگ کارل و گریم، ویلهلم کارل. «قصه‌های پریان: پری برکه و سی‌وشش قصهٔ دیگر». ترجمهٔ قصه‌ها جمشید نوایی، ترجمهٔ شعرها و ترانه‌ها عبدالله کوثری. تهران: انتشارات نگاه، ۱۳۷۹. شابک ۹۶۴-۳۵۱-۰۳۰-۱. ۱۹۶ص.[۸۹]
- بارگاس یوسا، ماریو. «چه کسی پالومینو مولرو را کشت؟». ترجمهٔ عبدالله کوثری. تهران: انتشارات ماهی، ۱۳۹۳. شابک ۹۷۸-۹۶۴-۲۰۹-۱۵۳-۹. ۱۳۸ص.[۹۰]

#### ویراستاری
- چیپولا، کارلو ماریا. «تاریخ اقتصادی جمعیت جهان». ترجمهٔ اصغر سرقینی. ویراستهٔ عبدالله کوثری. تهران: مؤسسهٔ انتشارات علمی دانشگاه صنعتی آریامهر، ۱۳۵۶. ۱۴۵ص، ۱۶۰ ریال.[۹۱]
- سوئیزی، پل، هری مگ‌داف، استفن هایمر و باب روتون. «شرکت‌های چندملیتی». ترجمهٔ سهراب بهداد. ویراستهٔ عبدالله کوثری. تهران: دانشگاه صنعتی شریف، مؤسسهٔ انتشارات علمی، ۱۳۵۸. ۱۸۸ص، ۲۲۰ ریال.[۹۲]
- بیومونت، پیتر، جرالد بلیک و مالکوم واگ‌استاف. «خاورمیانه». ترجمهٔ محسن مدیر شانه‌چی، محمود رمضان‌زاده و علی آخشینی. ویراستهٔ عبدالله کوثری. مشهد: آستان قدس رضوی، معاونت فرهنگی، ۱۳۶۹. ۱۵+۶۵۶ص، ۲۸۰۰ ریال.[۹۳]
- بورخس، خورجه لوئیس. ویراستهٔ نورمن توماس دی جووانی، دانیل هاپرن و فرانک مک‌شین. «گفت و شنودی با بورخس: بورخس و هنر شعر، ترجمه و داستان‌نویسی‌اش». ترجمهٔ علی درویش. ویراستهٔ عبدالله کوثری. مشهد: نشر نیما، ۱۳۶۹. ۱۶۰ص، ۱۰۰۰ ریال.[۹۴]
- هیسکت، مروین. «گسترش اسلام در غرب آفریقا». ترجمهٔ احمد نمایی و محمدتقی اکبری. ویراستهٔ عبدالله کوثری. مشهد: آستان قدس رضوی، بنیاد پژوهش‌های اسلامی، ۱۳۶۹. ۵۰۴ص، ۱۹۵۰ ریال.[۹۵]
- براون، لستر راسل [و دیگران]. «وضعیت جهان ۱۹۸۵». ترجمهٔ حمید طراوتی. ویراستهٔ عبدالله کوثری. تهران: نشر ژرف، ۱۳۷۰. ۴۱۴ص، ۲۵۰۰ ریال.[۹۶]
- تقوی، مهدی. «اقتصاد مدیریت». ویراستهٔ عبدالله کوثری. مشهد: نشر نیما، ۱۳۷۰. ۳۳۶ص، ۱۶۰۰ ریال.[۹۷]
- براون، لستر راسل [و دیگران]. «وضعیت جهان: مسائل محیط زیست». ترجمهٔ حمید طراوتی. ویراستهٔ عبدالله کوثری. تهران: نشر آروین، ۱۳۷۲. ۲۴۰ص، ۳۲۰۰ ریال.[۹۸]
- سیدنتاپ، لری. «بنیانگذاران فرهنگ امروز: توکویل». ترجمهٔ حسن کامشاد. ویراستهٔ عبدالله کوثری. تهران: انتشارات طرح نو، ۱۳۷۴. ۲۲۸ص، ۶۲۰۰ ریال.[۹۹]
- دیل، ارنست. «اصول مدیریت (نظریه و عمل)». ترجمهٔ حسین عبده تبریزی و فیروزه مهاجر. ویراستهٔ عبدالله کوثری. تهران: انتشارات پیشرو، ۱۳۷۵. شابک ۹۶۴-۹۰۰۲۹-۰-۱. ۳۸۸ص، ۱۰۵۰۰ ریال.[۱۰۰]
- براون، لستر راسل [و دیگران]. «نگاهی به وضعیت جهان ۱۹۸۹». ترجمهٔ حمید طراوتی. ویراستهٔ عبدالله کوثری. تهران: نشر آروین، ۱۳۷۵. ۳۵۶ص، ۱۰۰۰۰ ریال.[۱۰۱]
- براون، لستر راسل [و دیگران]. «وضعیت جهان ۱۹۹۸». ترجمهٔ فرزانه بهار، عوض کوچکی [و دیگران]. به کوشش حمید طراوتی. ویراستهٔ عبدالله کوثری. مشهد: انتشارات جهاد دانشگاهی واحد مشهد، ۱۳۷۷. شابک ۹۶۴-۶۰۲۳-۷۷-۰. ۲۶۶ص، ۸۵۰۰ ریال.[۱۰۲]
- عبده تبریزی، حسین. «مجموعه‌مقالات مالی و سرمایه‌گذاری». ویراستهٔ عبدالله کوثری. تهران: مؤسسهٔ کتاب پیشبرد با همکاری انجمن حسابداران خبرهٔ ایران، ۱۳۷۷. شابک ۹۶۴-۶۷۲۱-۰۶-۰. ۵۷۲ص، ۲۲۰۰۰ ریال.[۱۰۳]
- گلریز، حسن. «فرهنگ توصیفی اصطلاحات پول، بانکداری و مالیهٔ بین‌المللی: انگلیسی-فارسی». ویراستهٔ عبدالله کوثری. تهران: انتشارات فرهنگ معاصر، ۱۳۸۰. شابک ۹۶۴-۵۵۴۵-۶۳-۳. ۵۴۹+۷۸ص، ۴۵۰۰۰ ریال.[۱۰۴]
- آخوندی، عباس. «مبانی نظری خصوصی‌سازی: از منظر رابطهٔ دولت-بازار». ویراستهٔ عبدالله کوثری. تهران: مؤسسهٔ کتاب پیشبرد با همکاری سازمان خصوصی‌سازی، ۱۳۸۲. شابک ۹۶۴-۶۷۲۱-۰۸-۷. ۱۱۶ص.[۱۰۵]
- «فرهنگ گفته‌های طنزآمیز: انگلیسی-فارسی». گردآوری و ترجمه رضی خدادادی (هیرمندی). ویراستهٔ عبدالله کوثری. تهران: انتشارات فرهنگ معاصر، ۱۳۸۲. شابک ۹۶۴-۵۵۴۵-۷۸-۱. ۱۶+۴۷۱ص، ۳۸۰۰۰ ریال.[۱۰۶]
- جهانخانی، علی. «مجموعه‌مقالات بازار سرمایه». ویراستهٔ عبدالله کوثری. تهران: مؤسسهٔ کتاب پیشبرد، ۱۳۸۲. شابک ۹۶۴-۶۷۲۱-۱۱-۷. ۲۰۵ص.[۱۰۷]
- سینسر، مایکل. «همه‌چیز دربارهٔ سهام». ترجمهٔ مهدی خادمی گراشی. ویراستهٔ عبدالله کوثری. تهران: سازمان بورس و اوراق بهادار ایران، شرکت اطلاع‌رسانی بورس تهران، ۱۳۸۴. شابک ۹۶۴-۰۶-۷۵۱۶-۴. ۲۴۴ص، ۳۰۰۰۰ ریال.[۱۰۸]
- بیرس، آمبروز. «فرهنگ شیطان (دو زبانه)». ترجمهٔ رضی خدادادی (هیرمندی). ویراستهٔ عبدالله کوثری و علی خزاعی‌فر. تهران: انتشارات فرهنگ معاصر، ۱۳۸۵. شابک ۹۶۴-۸۶۳۷-۰۵-۹. ۲۵۰ص، ۲۴۰۰۰ ریال.[۱۰۹]
- بلندنظر، غلام‌رضا. «درآمدی بر بحران مالی جهانی». ویراستهٔ عبدالله کوثری. تهران: نشر نی، ۱۳۸۸. شابک ۹۷۸-۹۶۴-۱۸۵-۰۹۲-۲. ۱۶۰ص، ۳۰۰۰۰ ریال.[۱۱۰]
- نظربلند، غلام‌رضا. «فرهنگ اصطلاحات مالی و سرمایه‌گذاری: انگلیسی-فارسی». ویراستهٔ عبدالله کوثری. تهران: انتشارات فرهنگ معاصر، ۱۳۹۰. شابک ۹۷۸-۶۰۰-۱۰۵۰-۳۳-۶. ۳۲۴ص، ۹۰۰۰۰ ریال.[۱۱۱]
- ودرال، جیمز اوئن. «فیزیک مالی (پیش‌بینی پیش‌بینی‌ناپذیرها): چگونگی تسلط علم بر وال‌استریت». ترجمهٔ حسین عبده تبریزی. ویراستهٔ عبدالله کوثری. تهران: نشر نی، ۱۳۹۵. شابک ۹۷۸-۹۶۴-۱۸۵-۵۱۶-۳. ۲۷۶ص، ۱۸۰۰۰۰ ریال.[۱۱۲]
- نظربلند، غلام‌رضا. «الگوی دخل و خرج: مدیریت مالی خانواده». ویراستهٔ عبدالله کوثری. تهران: شرکت چاپ و نشر بازرگانی، ۱۳۹۶. شابک ۹۷۸-۹۶۴-۴۶۸-۵۵۳-۸. ۳۵۳ض، ۳۲۰۰۰۰ ریال.[۱۱۳]

#### متفرقه
- سنکای جوان. «مدئا». ترجمهٔ مهدی الیکائی. با مقدمهٔ عبدالله کوثری. تهران: نشر قطره، ۱۳۹۲. شابک ۹۷۸-۶۰۰-۱۱۹-۶۸۰-۵. ۹۷ص، ۵۵۰۰۰ ریال.[۱۱۴]

#### آثار دربارهٔ عبدالله کوثری
- نادری، امیر، علی خزاعی‌فر [و دیگران]. «حدیث دوست: هدیهٔ دوستان به عبدالله کوثری در هفتادسالگی او». به کوشش مرتضی هاشمی‌پور. تهران: مؤسسهٔ خانهٔ کتاب، آبان ۱۳۹۵. شابک ۹۷۸-۶۰۰-۲۲۲-۳۵۸-۶. ۱۸۴ص، ۱۰۰۰۰۰ ریال.[۱۱۵]

### نشریات

#### شعر
- «با آن سوار سرخ». هفته‌نامهٔ کتاب جمعه (تهران)، ش. ۱۰ (۱۲ مهر ۱۳۵۸): ۴۷–۵۱.
- «در سوگ آن سواران». هفته‌نامهٔ کتاب جمعه (تهران)، ش. ۳۴ (۱۸ اردی‌بهشت ۱۳۵۹): ۱۳.
- «چشم‌های کرمان». ماهنامهٔ کلک (تهران)، ش. ۴۷–۴۸ (بهمن و اسفند ۱۳۷۲): ۱۱۶–۱۲۰.
- «دریافت». ماهنامهٔ کلک (تهران)، ش. ۵۵–۵۶ (مهر و آبان ۱۳۷۳): ۱۲۷–۱۲۸.
- «دریای موج‌خیزم و…». ماهنامهٔ کلک (تهران)، ش. ۶۱–۶۴ (فروردین-تیر ۱۳۷۴): ۲۰۹–۲۱۰.

#### مقاله و یادداشت
- «قاضی و دیگران: کریم امامی، عزت‌الله فولادوند، صالح حسینی، شکورزاده، عبدالله کوثری، بهاءالدین خرمشاهی». فصلنامهٔ مترجم (مشهد)، ش. ۹ (بهار ۱۳۷۲): ۱۷–۲۲.
- «آندره مالرو در آئینهٔ آثارش». فصلنامهٔ مترجم (مشهد)، ش. ۲۵ (زمستان ۱۳۷۶): ۷۵–۷۶.
- فنایی، ابوطالب (هم‌قلم). «نمره‌گزاری یا نمره‌گذاری؟». فصلنامهٔ مترجم (مشهد)، ش. ۲۶ (بهار و تابستان ۱۳۷۷): ۲۳–۳۰.
- «داستایفسکی، جدال شک و ایمان». فصلنامهٔ مترجم (مشهد)، ش. ۲۷ (پاییز ۱۳۷۷): ۵۴–۵۵.
- «کاربری و کاربرد». فصلنامهٔ مترجم (مشهد)، ش. ۲۸ (زمستان ۱۳۷۷): ۱۲.
- «یادهایی از تهران سال‌های ۱۳۳۰». مجلهٔ بخارا (تهران)، ش. ۶ (خرداد ۱۳۷۸): ۱۵۷–۱۶۲.
- شریف، بابک (هم‌قلم). «کاربرد کاربری و پاسخ». فصلنامهٔ مترجم (مشهد)، ش. ۲۹ (بهار و تابستان ۱۳۷۸): ۱۰۱–۱۱۲.
- «پاسخ به اقتراح از متون صوفیه چه آموخته‌اید؟». کتاب ماه ادبیات (تهران: خانهٔ کتاب)، ش. ۲۸ (بهمن ۱۳۷۸): ۷۰–۷۱.
- «چرا باید فارسی بخوانیم». فصلنامهٔ مترجم (مشهد)، ش. ۳۱ (زمستان ۱۳۷۸): ۶۶–۶۷.
- «بهترین کتابی که در سال ۷۸ خوانده‌ام». کتاب ماه ادبیات (تهران: خانهٔ کتاب)، ش. ۳۴ (مرداد ۱۳۷۹): ۵۴.
- «تجربه‌ای در ترجمهٔ شعر در داستان‌های کودکان». فصلنامهٔ مترجم (مشهد)، ش. ۳۳ (پاییز و زمستان ۱۳۷۹): ۴۹–۵۲.
- «سرگذشت داستان کوتاه آمریکای لاتین: معرفی کتاب «داستان‌های کوتاه آمریکای لاتین»». ماهنامهٔ همشهری ماه (تهران: گروه مجلات همشهری)، ش. ۹ (آذر ۱۳۸۰).[۱۱۶]
- «کپی‌رایت و چند سؤال ضروری». روزنامهٔ بنیان (تهران)، ۲۲ اسفند ۱۳۸۰.[۱۱۷]
- «یوسا، آوازه‌گر تخیل آزاد». کتاب ماه ادبیات (تهران: خانهٔ کتاب)، ش. ۶۷ (اردی‌بهشت ۱۳۸۲): ۲۲–۲۹.
- «کپی‌رایت». روزنامهٔ همشهری (تهران: مؤسسهٔ همشهری)، ش. ۳۱۶۰ (یک‌شنبه، ۱۶ شهریور ۱۳۸۲): ادبیات.
- «چیز تازه‌ای برای ما: مترجم و معیارهای انتخاب اثر برای ترجمه». ماهنامهٔ آزما (تهران)، ش. ۳۵ (فروردین ۱۳۸۳): ۱۸–۱۹.
- «تنوع زبان در آثار ماریو بارگاس یوسا». ماهنامهٔ آزما (تهران)، ش. ۳۰ (خرداد ۱۳۸۳): ۲۴–۲۵.
- «یادنامه‌ی شاهرخ مسکوب: حضوری دیگر برای آنکه رفت». مجلهٔ بخارا (تهران)، ش. ۴۱ (فروردین و اردی‌بهشت ۱۳۸۴): ۳۹۷–۳۹۹.
- «دن کیشوت پیام‌آور عصر مدرن». فصلنامهٔ سمرقند (تهران)، ش. ۹ (بهار ۱۳۸۴): ۳۳–۴۰.
- «یادنامه‌ی کریم امامی: اندوه من». مجلهٔ بخارا (تهران)، ش. ۴۲ (خرداد و تیر ۱۳۸۴): ۴۳۱.
- «سخنی دربارهٔ ترجمهٔ ادبی». فصلنامهٔ مترجم (مشهد)، ش. ۴۱ (پاییز ۱۳۸۴): ۵–۱۲.
- «نجف دریابندری و زبانی متفاوت برای ترجمهٔ رمان: عبدالله کوثری، احمد سمیعی، مهدی غبرایی». فصلنامهٔ مترجم (مشهد)، ش. ۴۲ (زمستان ۱۳۸۴): ۲۵–۳۰.
- «رمزی از آن خوش‌حال‌ها». مجلهٔ بخارا (تهران)، ش. ۶۰ (فروردین و اردی‌بهشت ۱۳۸۶): ۶۵–۶۸.
- «سخنرانی: چگونه «مترجم» منتشر می‌شود». مجلهٔ بخارا (تهران)، ش. ۶۲ (خرداد-شهریور ۱۳۸۶): ۴۱۱–۴۱۲.
- «سخنی دربارهٔ ترجمهٔ متون قدیمی». فصلنامهٔ مترجم (مشهد)، ش. ۴۵ (بهار و تابستان ۱۳۸۶): ۲۳–۲۸.
- «توانایی یا ناتوانی زبان فارسی؟». فصلنامهٔ مترجم (مشهد)، ش. ۴۷ (بهار و تابستان ۱۳۸۷): ۱۵–۱۸.
- «حکایت از دوست: خشایار دیهیمی». فصلنامهٔ مترجم (مشهد)، ش. ۴۷ (بهار و تابستان ۱۳۸۷): ۳۰–۳۱.
- «در سینه‌های مردم دانا». فصلنامهٔ مترجم (مشهد)، ش. ۴۸ (پاییز و زمستان ۱۳۸۸): ۸–۱۰.
- «اهمیت زبان فارسی در ترجمه». فصلنامهٔ نگاه نو (تهران)، ش. ۹۰ (تابستان ۱۳۹۰): ۹۵–۹۷.
- «آمریکای لاتین و ملت‌هایی برآمده از دریای موج و خون». ماهنامهٔ آزما (تهران)، ش. ۸۹ (مرداد ۱۳۹۱): ۱۸–۲۰.
- «عزت‌الله فولادوند: مترجم جریان‌ساز». ماهنامهٔ مهرنامه (تهران)، ش. ۲۶ (آبان ۱۳۹۱): ۲۶۵.
- «محمد قاضی: از کلود ولگرد تا…». فصلنامهٔ نگاه نو (تهران)، ش. ۹۸ (تابستان ۱۳۹۲): ۱۶۵–۱۶۸.[۱۱۸]
- «نثر دلنشینِ قصه‌گوی ممتاز: درباره‌ی «محمد قاضی» به بهانه‌ی هفدهمین سال درگذشتش». روزنامهٔ ایران (تهران: ایرنا)، ش. ۵۸۴۱ (چهارشنبه، ۲۴ دی ۱۳۹۳): ۲۴ (آخر).
- «نگاه نویسنده: طنز یعنی همین». روزنامهٔ ایران (تهران: ایرنا)، ش. ۵۸۹۷ (دوشنبه، ۱۷ فروردین ۱۳۹۴): ۲۴ (آخر).
- «آغازی برای دلگرمی و همبستگیِ بیشتر: دربارهٔ تدریس زبان و ادبیات کردی در دانشگاه کردستان». روزنامهٔ ایران (تهران: ایرنا)، ش. ۵۹۸۸ (چهارشنبه، ۷ امرداد ۱۳۹۴): ۲۴ (آخر).
- «نوبل، اعتبار گذشته را ندارد». روزنامهٔ جام جم (تهران: سازمان صدا و سیمای جمهوری اسلامی ایران)، ش. ۴۳۷۵ (چهارشنبه، ۱۵ مهر ۱۳۹۴): ۵ (فرهنگ و هنر).
- «میراث احمد شاملو». روزنامهٔ شرق (تهران)، ش. ۲۶۳۸ (یک‌شنبه، ۳ امرداد ۱۳۹۵): ۱.
- «مترجم؛ بالاتر از مؤلف». ماهنامهٔ آزما (تهران)، ش. ۱۱۹ (مرداد و شهریور ۱۳۹۵): ۱۴–۱۵.
- «جایزه‌ی اسکار حق «فروشنده»». روزنامهٔ ایران (تهران: ایرنا)، ش. ۶۴۴۶ (سه‌شنبه، ۱۲ اسفند ۱۳۹۵): ۲۲ (فرهنگ و هنر).
- «مجموعه‌ای با برنامه‌های مدون فرهنگی: به مناسبت هزارمین نشست و درس‌گفتار مرکز فرهنگی شهر کتاب». روزنامهٔ ایران (تهران: ایرنا)، ش. ۶۵۵۷ (سه‌شنبه، ۱۰ امرداد ۱۳۹۶): ۱۲ (فرهنگی).
- «ترجمه‌های خان بختیاری». فصلنامهٔ مترجم (مشهد)، ش. ۶۱ (بهار و تابستان ۱۳۹۶): ۲۳–۳۲.
- «از هفت پیکر تا آئورا». فصلنامهٔ نگاه نو (تهران)، ش. ۱۱۴ (تابستان ۱۳۹۶): ۱۲۷–۱۳۶.
- «رابطهٔ تئوری و عمل ترجمه». به کوشش مرتضی تقوی و اعظم غمخواه فصلنامهٔ مترجم (مشهد)، ش. ۶۲ (۲۷ شهریور ۱۳۹۶): ۱۳–۱۷.
- «ترجمان: چه‌گفتن و چگونه‌گفتن: چالش‌های ترجمهٔ شعر و داستان در زبان فارسی». روزنامهٔ ایران (تهران: ایرنا)، ش. ۶۷۲۶ (یک‌شنبه، ۶ اسفند ۱۳۹۶): ۲۴ (آخر).

#### نقد
- «نگاهی به ترجمهٔ قصر». فصلنامهٔ مترجم (مشهد)، ش. ۱۵ (پاییز ۱۳۷۳): ۸۱–۸۶.
- «نگاهی به ترجمهٔ عشق سال‌های وبا». فصلنامهٔ مترجم (مشهد)، ش. ۱۸ (بهار و تابستان ۱۳۷۴): ۸۴–۹۰.
- «نگاهی به ترجمهٔ برخیز ای موسی». فصلنامهٔ مترجم (مشهد)، ش. ۲۰ (زمستان ۱۳۷۴): ۴۶–۵۰.
- «نقد ترجمهٔ «اینس»». کتاب ماه ادبیات و فلسفه (تهران: خانهٔ کتاب)، ش. ۷۵–۷۶ (دی و بهمن ۱۳۸۲): ۱۲۶–۱۳۱.
- «زمزمه‌ای دلنشین در حاشیه‌ی کویر؛ نگاهی به کتاب «آذرخشی بود انگار» نوشته‌ی محمدرضا خسروی». مجلهٔ بخارا (تهران)، ش. ۱۲۱ (آذر و دی ۱۳۹۶): ۵۷۳–۵۸۱.
- «پاسخ عبدالله کوثری به صالح حسینی». مجلهٔ سینما و ادبیات (تهران)، ش. ۶۸ (تیر و مرداد ۱۳۹۷): ۱۹۳–۱۹۶.

#### ترجمه
- مایوز، ماندرو. «نمونه‌ای واقعی: آیا نظام بانکی هرگز با بحران روبه‌رو خواهد شد؟». ماهنامهٔ حسابدار (تهران: انجمن حسابداران خبره ایران)، ش. ۸۱–۸۲ (دی ۱۳۷۰): ۴۳.
- وودزورث، جودیت. «نقش مترجم در ترجمهٔ ادبی». فصلنامهٔ مترجم (مشهد)، ش. ۵ (بهار ۱۳۷۱): ۱۱–۱۷.
- پاکرن، و.. «تجربهٔ پیش‌بینی زلزله در پارک فیلد کالیفرنیا». ترجمه با همکاری فرخ برزگر. فصلنامهٔ آبادی (تهران: مرکز مطالعات و تحقیقات شهرسازی و معماری ایران)، ش. ۴ (بهار ۱۳۷۱): ۵۰–۵۵.
- د کیوس، ک. د. «ترجمه: میان محدودیت و آزادی». فصلنامهٔ مترجم (مشهد)، ش. ۶ (تابستان ۱۳۷۱): ۳۷–۴۲.
- لویک، و.. «دقت در ترجمهٔ ادبی». فصلنامهٔ مترجم (مشهد)، ش. ۷ (پاییز ۱۳۷۱): ۳–۷.
- اوتاکه، ماساکازو. «پیش‌بینی زمین‌لرزه در ژاپن». فصلنامهٔ آبادی (تهران: مرکز مطالعات و تحقیقات شهرسازی و معماری ایران)، ش. ۷ (زمستان ۱۳۷۱): ۵۴–۵۹.
- آلازاراکی، خاییمه. «سخن‌گفتن حال از درون گذشته». ماهنامهٔ آدینه (تهران)، ش. ۷۷ (بهمن ۱۳۷۱).[۱۱۹]
- کینگ، جان. «گفت‌وگو با کارلوس فوئنتس». ماهنامهٔ کلک (تهران)، ش. ۳۵–۳۶ (بهمن و اسفند ۱۳۷۱): ۸۴–۹۶.
- زاهارئاس، آنتونی. «جورج سفریس، اسطوره و تاریخ». فصلنامهٔ مترجم (مشهد)، ش. ۹ (بهار ۱۳۷۲): ۷۹–۹۲.
- ولک، رنه. «ویژگی‌های بنیادین نقد ادبی روس». فصلنامهٔ مترجم (مشهد)، ش. ۱۲ (پاییز و زمستان ۱۳۷۲): ۱۲۷–۱۴۶.
- بارگاس یوسا، ماریو. «آمریکای لاتین: افسانه و واقعیت». ماهنامهٔ کلک (تهران)، ش. ۴۷–۴۸ (بهمن و اسفند ۱۳۷۲): ۷۲–۸۲.
- اتکینسن، دیوید دابلیو. «بیگانگی در رمان‌های یوکیو میشیما». فصلنامهٔ مترجم (مشهد)، ش. ۱۴ (بهار و تابستان ۱۳۷۳): ۱۱۸–۱۲۵.
- راباسا، گرگوری. «اگر این خیانت باشد: ترجمه و امکانات آن». فصلنامهٔ مترجم (مشهد)، ش. ۱۶ (زمستان ۱۳۷۳): ۲۹–۳۵.
- رابینسون، داگلاس. «تئوری ترجمه در غرب». ترجمه با همکاری علی خزاعی‌فر. فصلنامهٔ مترجم (مشهد)، ش. ۲۵ (زمستان ۱۳۷۶): ۹۵–۱۰۴.
- رابینسون، داگلاس. «تئوری ترجمه در غرب». فصلنامهٔ مترجم (مشهد)، ش. ۲۸ (زمستان ۱۳۷۷): ۸۰–۸۴.
- رابینسون، داگلاس. «تئوری ترجمه در غرب». فصلنامهٔ مترجم (مشهد)، ش. ۲۹ (بهار و تابستان ۱۳۷۸): ۹۹–۱۰۰.
- تراویسا، جان. «تئوری ترجمه در غرب». فصلنامهٔ مترجم (مشهد)، ش. ۳۱ (زمستان ۱۳۷۸): ۱۰۲–۱۰۵.
- ماینوری و تامسن. «تئوری ترجمه در غرب». فصلنامهٔ مترجم (مشهد)، ش. ۳۲ (بهار و تابستان ۱۳۷۹): ۷۶–۸۰.
- بارگاس یوسا، ماریو. «نمونه‌ترجمه: جنگ آخر زمان». فصلنامهٔ مترجم (مشهد)، ش. ۳۳ (پاییز و زمستان ۱۳۷۹): ۸۸–۹۳.
- رولفو، خوان. «بگو مرا نکشند». مجلهٔ بخارا (تهران)، ش. ۱۶ (بهمن و اسفند ۱۳۷۹): ۱۱۶–۱۲۳.
- فوئنتس، کارلوس. «برگ‌هایی از یک کتاب زیر چاپ: پوست‌انداختن». ماهنامهٔ جهان کتاب (تهران)، ش. ۱۱۹–۱۲۰ (اسفند ۱۳۷۹): ۵۶–۵۸.
- بالدی، استیون. «کارلوس فوئنتس». کتاب ماه ادبیات (تهران: خانهٔ کتاب)، ش. ۴۹ (آبان ۱۳۸۰): ۲۰–۲۷.
- برلین، آیزایا. «رومانتیک‌ها و خاستگاه ایشان». فصلنامهٔ سبک نو (تهران)، ش. ۲ (پاییز ۱۳۸۰).[۱۲۰]
- «یک متن و چهار مترجم: مینو مشیری، مهدی سحابی، مهدی افشار، عبدالله کوثری». فصلنامهٔ مترجم (مشهد)، ش. ۳۵ (پاییز و زمستان ۱۳۸۰): ۶۹–۷۴.
- رابینسون، داگلاس. «محدودیت‌های ترجمه». فصلنامهٔ مترجم (مشهد)، ش. ۳۶ (بهار و تابستان ۱۳۸۱): ۱۳–۲۱.
- پارینو، آندره. «تروتسکی از نزدیک: گفت‌وگو با آندره برتون». کتاب ماه ادبیات (تهران: خانهٔ کتاب)، ش. ۶۰ (مهر ۱۳۸۱): ۲۵–۲۹.
- ماندلشتام، اسیپ. «به کاساندرا». مجلهٔ بخارا (تهران)، ش. ۲۹–۳۰ (فروردین-تیر ۱۳۸۲): ۱۷۵.
- زاهارناس، آنتونی. «جرج سفریس: اسطوره و تاریخ». ماهنامهٔ عصر پنج‌شنبه (شیراز)، ش. ۶۴ (مرداد ۱۳۸۲): ۴۶–۸۷.
- نابوکوف، ولادیمیر. «تامارا». فصلنامهٔ سمرقند (تهران)، ش. ۳–۴ (پاییز و زمستان ۱۳۸۳): ۳۵۱–۳۶۴.
- بارگاس یوسا، ماریو. «آدم‌های بدوی». ماهنامهٔ جهان کتاب (تهران)، ش. ۱۸۲ (خرداد ۱۳۸۳): ۶–۷.
- بارگاس یوسا، ماریو. «هنر بی‌معیار امروز». مجلهٔ بخارا (تهران)، ش. ۳۷ (مرداد ۱۳۸۳): ۶۱–۶۶.
- بارگاس یوسا، ماریو. «دوشیزه». مجلهٔ بخارا (تهران)، ش. ۳۸ (مهر و آبان ۱۳۸۳): ۲۰۸–۲۱۱.
- بورخس، خورخه لوئیس. «مترجمان هزارویک شب». کتاب ماه هنر (تهران: خانهٔ کتاب)، ش. ۸۰ (فروردین و اردی‌بهشت ۱۳۸۴): ۷۰–۸۳.
- ویلیامز، گری. «جنگ عادلانه چیست؟». ماهنامهٔ جهان کتاب (تهران)، ش. ۱۹۳–۱۹۴ (اردی‌بهشت و خرداد ۱۳۸۴): ۱۸–۲۱.
- دورفمن، آریل. «وحشی واقعی کیست». مجلهٔ بخارا (تهران)، ش. ۴۶ (آذر و دی ۱۳۸۴): ۲۵۰–۲۷۰.
- کریستال، افرائین. «کتابدار دلسوخته». ماهنامهٔ جهان کتاب (تهران)، ش. ۲۰۵ (اردی‌بهشت ۱۳۸۵): ۱۸–۲۰.
- دورفمن، آریل. «آخرین وسوسهٔ ایوان کارامازوف». مجلهٔ بخارا (تهران)، ش. ۵۵ (مهر و آبان ۱۳۸۵): ۲۱۳–۲۱۸.
- بارگاس یوسا، ماریو. «زبان شوق». ماهنامهٔ عصر پنج‌شنبه (شیراز)، ش. ۱۰۱–۱۰۲ (اسفند ۱۳۸۵): ۶۱–۶۳.
- فره، روساریو. «اندر حکایت سرنوشت، زبان و ترجمه». فصلنامهٔ مترجم (مشهد)، ش. ۴۴ (پاییز و زمستان ۱۳۸۵): ۵۹–۷۰.
- برلین، آیزایا. «دیدار با آنا آخماتووا». مجلهٔ بخارا (تهران)، ش. ۶۱ (بهار ۱۳۸۶): ۳۴۳–۳۷۰.
- سرگیویچ تورگنیف، ایوان. «نگاهی به تصویر هملت و دن کیشوت؛ دو شاهکار تفکر شمالی و جنوبی، قهرمان شک و ایمان». ماهنامهٔ جهان کتاب (تهران)، ش. ۲۳۳–۲۳۴ (مهر و آبان ۱۳۸۷): ۱۰–۱۳.
- رمینگ، دیوید. «جنگ ترجمه». فصلنامهٔ مترجم (مشهد)، ش. ۴۶ (پاییز و زمستان ۱۳۸۶): ۱۰۷–۱۲۴.
- «نمونه‌ترجمه: عبدالله کوثری، پیروز سیار، مژده دقیقی، لیلا نصیری‌ها». فصلنامهٔ مترجم (مشهد)، ش. ۴۶ (پاییز و زمستان ۱۳۸۶): ۱۶۷–۱۷۹.
- رمینگ، دیوید. «جنگ ترجمه». فصلنامهٔ مترجم (مشهد)، ش. ۴۷ (بهار و تابستان ۱۳۸۷): ۱۰۸–۱۱۶.
- دورفمن، آریل. «در جست‌وجوی فردی». مجلهٔ بخارا (تهران)، ش. ۶۷ (مهر و آبان ۱۳۸۷): ۱۵۰–۱۷۶.
- کاتوزیان، محمدعلی همایون. «جامعهٔ کوتاه‌مدت: بررسی مشکلات توسعهٔ سیاسی و اقتصادی بلندمدت در ایران». مجلهٔ بخارا (تهران)، ش. ۶۸–۶۹ (آذر-اسفند ۱۳۸۷): ۲۷۰–۲۹۲.
- «نمونه‌ترجمهٔ شعر: عبدالله کوثری، احمد پوری، علی عبداللهی، مهدی فیروزیان». فصلنامهٔ مترجم (مشهد)، ش. ۴۹ (پاییز و زمستان ۱۳۸۸): ۱۱۴–۱۳۵.
- سفریس، گیورگوس. «دو شعر از جورج سفریس». مجلهٔ بخارا (تهران)، ش. ۷۶ (مرداد و شهریور ۱۳۸۹): ۱۹۳–۱۹۸.
- بویرز، رابرت و جین بل-ولادا. «سرخوشی و کمال: گفت‌وگو با ماریو بارگاس یوسا». فصلنامهٔ نگاه نو (تهران)، ش. ۸۷ (پاییز ۱۳۸۹): ۲۶–۳۹.
- آیسخولوس. «هفت دشمن تبس». فصلنامهٔ نگاه نو (تهران)، ش. ۸۷ (پاییز ۱۳۸۹): ۹۰–۹۳.
- بارگاس یوسا، ماریو «نامه‌ای کنار جسد: آیا رؤیاپردازان و اهل ادبیات باید آموزگاران تعلیم واقعیت شوند؟». ماهنامهٔ داستان همشهری (تهران: گروه مجلات همشهری)، ش. ۱۴ (دی ۱۳۸۹): ۱۵۲–۱۵۵.
- دورفمن، آریل. «حرف اول و آخر: دربارهٔ «مرگ و دختر جوان»». ماهنامهٔ جهان کتاب (تهران)، ش. ۲۶۸ (شهریور و مهر ۱۳۹۰): ۵۲–۵۳.
- بارگاس یوسا، ماریو. «مضحکهٔ اسف‌انگیز این یهودی». مجلهٔ بخارا (تهران)، ش. ۸۳ (مهر و آبان ۱۳۹۰): ۷۲–۷۶.
- بارگاس یوسا، ماریو. «آیندهٔ ادبیات». فصلنامهٔ نگاه نو (تهران)، ش. ۹۲ (زمستان ۱۳۹۰): ۶–۵۸.
- مومیلیانو، آرنالدو. «امپراتوری ایران و آزادی یونانی». مجلهٔ بخارا (تهران)، ش. ۸۷–۸۸ (خرداد-شهریور ۱۳۹۱): ۱۰۱–۱۱۵.
- یان، مو. «قورباغه‌ها». فصلنامهٔ نگاه نو (تهران)، ش. ۹۵ (پاییز ۱۳۹۱): ۵۷–۶۱.
- بارگاس یوسا، ماریو. «سرنوشت بشر». فصلنامهٔ نگاه نو (تهران)، ش. ۹۶ (زمستان ۱۳۹۱): ۷۴–۷۹.
- بارگاس یوسا، ماریو. «پیرمرد و دریا: شجاعت مایهٔ رستگاری است». ماهنامهٔ جهان کتاب (تهران)، ش. ۲۸۸ (اردی‌بهشت ۱۳۹۲): ۳۴–۳۵.
- بارگاس یوسا، ماریو. «صدسالگی پابلو نرودا». ماهنامهٔ آزما (تهران)، ش. ۹۸ (مهر و آبان ۱۳۹۲): ۳۰–۳۱.
- بارگاس یوسا، ماریو. «دعوت به تماشای دوزخ: مرگ در ونیز». مجلهٔ سینما و ادبیات (تهران)، ش. ۳۹ (زمستان ۱۳۹۲): ۲۰۹–۲۱۱.
- بارگاس یوسا، ماریو. «سرمایه‌داری، آزادی و اخلاق». فصلنامهٔ نگاه نو (تهران)، ش. ۱۰۴ (زمستان ۱۳۹۳): ۱۰۵–۱۱۶.
- بارگاس یوسا، ماریو. «بیگانه (غریبه باید بمیرد)». ماهنامهٔ جهان کتاب (تهران)، ش. ۳۱۰ (بهمن و اسفند ۱۳۹۳): ۲–۳.
- تاکمن، باربارا. «کتاب مقدس در انگلستان». مجلهٔ بخارا (تهران)، ش. ۱۰۴ (بهمن و اسفند ۱۳۹۳): ۲۹–۴۸.
- آئیناس، فرنادو. «مصاحبه با خوسه دونوسو». ماهنامهٔ جهان کتاب (تهران)، ش. ۳۱۷ (مهر ۱۳۹۴): ۸–۱۰.
- دورفمن، آریل. «انجیل به روایت گارسیا». ماهنامهٔ داستان همشهری (تهران: گروه مجلات همشهری)، ش. ۶۴ (اسفند ۱۳۹۴ و فروردین ۱۳۹۵): ۱۸۲–۱۹۳.
- بیانکو، خوسه. «آنا کارنینا». فصلنامهٔ نگاه نو (تهران)، ش. ۱۱۰ (تابستان ۱۳۹۵): ۲۲۱–۲۲۵.
- دیلن، باب. «ترانه‌های باب دیلن». فصلنامهٔ نگاه نو (تهران)، ش. ۱۱۱ (پاییز ۱۳۹۵): ۱۶۹–۱۸۴.
- پوییگ، مانوئل. «سینما و رمان». مجلهٔ سینما و ادبیات (تهران)، ش. ۵۸ (دی و بهمن ۱۳۹۵): ۱۱۲–۱۱۶.
- دین‌لوئیس، فرانکلین. «یادی از دوست و همکارم حسن لاهوتی». مجلهٔ بخارا (تهران)، ش. ۱۱۶ (بهمن و اسفند ۱۳۹۵): ۲۲۰–۲۲۵.
- دونوسو، خوسه. «ایتاکا، بازگشت ناممکن (۱)». مجلهٔ بخارا (تهران)، ش. ۱۱۶ (بهمن و اسفند ۱۳۹۵): ۴۳–۶۷.
- د آسیس، ماشادو. «پرستار». ماهنامهٔ داستان همشهری (تهران: گروه مجلات همشهری)، ش. ۸۱ (مهر ۱۳۹۶): ۱۳۴–۱۴۵.
- د آسیس، ماشادو. «دونا پائولا». ماهنامهٔ جهان کتاب (تهران)، ش. ۳۴۴ (آذر و دی ۱۳۹۶): ۵–۸.

#### آثار دربارهٔ عبدالله کوثری
- آبادیان (امیر مهنا)، رسول. «عبدالله کوثری؛ احترام به حرفه‌ی ترجمه و روح آثار». روزنامهٔ همشهری (تهران: مؤسسهٔ همشهری)، ش. ۳۳۶۷ (دوشنبه، ۱۴ اردی‌بهشت ۱۳۸۳): خبرسازان.
- میرزایی، علی. «عبدالله کوثری، هفتادسالگی‌ات مبارک!». فصلنامهٔ نگاه نو (تهران)، ش. ۱۱۱ (پاییز ۱۳۹۵): ۲۰۲–۲۰۴.
- خزاعی‌فر، علی. «مترجم ادبی کیست؟: تقدیم به عبدالله کوثری به مناسبت هفتادمین سالگرد تولدش». فصلنامهٔ مترجم (مشهد)، ش. ۶۰ (پاییز و زمستان ۱۳۹۵): ۳–۱۰.
- عبده تبریزی، حسین. «کار مترجم توسعه‌ی جهان است». روزنامهٔ شرق (تهران)، ش. ۲۷۳۱ (چهارشنبه، ۲۶ آبان ۱۳۹۵): ۱.
- دهقانی، محمد. «ترجمهٔ سوم، ملاحظاتی دربارهٔ ترجمهٔ عبدالله کوثری از ریچارد سوم». فصلنامهٔ نقد کتاب ادبیات (تهران: خانهٔ کتاب)، ش. ۱۲ (زمستان ۱۳۹۶): ۳۰۵–۳۰۸.
- حسینی، صالح. «ترجمه‌ای به‌اندام یا ناسازقامت: ریچارد سوم». مجلهٔ سینما و ادبیات (تهران)، ش. ۶۷ (اردی‌بهشت و خرداد ۱۳۹۷): ۲۱۸–۲۲۷.